# Dmytro Lysenko
Dmytro Jurijovyč Lysenko (in ucraino Дмитро Юрійович Лисенко?; 10 maggio 1981) è un tuffatore ucraino.
Ha rappresentato la nazionale Ucraina ai Giochi olimpici estivi di Sydney 2000 ed Atene 2004 nel concorso dei tuffi dal trampolino 3 metri.

## Palmarès
- Europei di nuoto

Madrid 2004: bronzo nel trampolino 3 m sincro
Eindhoven 2008: bronzo nel trampolino 3 m sincro